# ال‌دپ
اِل‌دَپ یا قرارداد دسترسی سبک‌وزن راهنما (به انگلیسی: Lightweight Directory Access Protocol (LDAP)) قراردادی در شبکه‌های رایانه‌ای و در لایه کاربرد است که برای ارتباط با سرویس دایرکتوری استفاده می‌شود. این قرار داد در RFC 2251 و RFC 3377 مستندسازی شده‌است. ال‌دپ امکان مدیریت و ارتباط با دایرکتوری‌های مختلف روی شبکه که هر یک ممکن است سکوی سیستم‌عاملی و ساختار متفاوتی داشته باشند را فراهم می‌آورد. این سرویس در لینوکس توسط ابزار اوپن‌ال‌دپ قابل اجراست.
سرویس‌های رایانامه و دیگر برنامه‌ها می‌توانند با استفاده از این قرارداد اطلاعات روی کارساز را بیابند. کارسازهای ال‌دپ اطلاعات مدخل‌های خود را فهرست می‌کنند و برای دسترسی به اطلاعات مورد نظر، می‌توان از پالایه‌های مختلف استفاده کرد. از ال‌دپ می‌توان برای جستجوی اطلاعات تماس افراد، گواهینامه‌های رمزنگاری و دیگر سرویس‌های شبکه استفاده کرد و در جایی که یک گذرواژهٔ کاربر در سرویس‌های مختلف یکسان باشد می‌توان با یک ثبت ورود به همگی آن‌ها وارد شد. ال‌دپ برای هر نوع اطلاعات دایرکتوری‌مانندی که به‌روزرسانی‌هایش بسامد کمی داشته باشد و یافتن سریع مد نظر باشد مناسب خواهد بود. مانند دیگر قراردادهای شبکه این قرارداد شیوهٔ عملکرد برنامه‌ها را تعیین نمی‌کند، بلکه «زبان» مورد استفاده برای ارتباط را مشخص می‌کند. بسیاری از برنامه‌های دریافت رایانامه از این قرارداد پشتیبانی می‌کنند. در ال‌دپ شیوهٔ رمزنگاری اطلاعات تعریف نشده است، برای رمزنگاری باید از روش‌های حفاظتی دیگری مانند استفاده از اس‌اس‌ال بهره جست. سرپرستان شبکه می‌توانند دسترسی به کارساز ال‌دپ را برای گروه خاصی از کاربران محدود کنند و برخی اطلاعات را خصوصی نگاه دارند.

## واژه‌نامه
1. ↑  OpenLDAP